# Flavio Chesini
Flavio Chesini, né le 6 octobre 1962 à Negrar di Valpolicella (Vénétie), est un coureur cycliste italien, professionnel de 1986 à 1990. 

## Palmarès
- 1982
  - 10e étape du Baby Giro
- 1983
  - Targa Libero Ferrario
  - 2e de la Coppa Giulio Burci
  - 3e du Piccolo Giro di Lombardia
- 1984
  - Piccola Sanremo
- 1985
  - Piccola Sanremo
  - 3e du Circuito Castelnovese
- 1988
  - 2e du Grand Prix du canton d'Argovie

## Résultats sur les grands tours

### Tour d'Italie
3 participations
- 1986 : 128e
- 1987 : 98e
- 1988 : 104e

### Tour d'Espagne
1 participation
- 1988 : abandon (10e étape)